# Sigbjørn Obstfelder
 (octobre 2014).
Si vous disposez d'ouvrages ou d'articles de référence ou si vous connaissez des sites web de qualité traitant du thème abordé ici, merci de compléter l'article en donnant les références utiles à sa vérifiabilité et en les liant à la section « Notes et références ».
Sigbjørn Obstfelder, né le 21 novembre 1866 à Stavanger et décédé le 29 juillet 1900  à Copenhague est un écrivain norvégien.

## Biographie
Surtout connu comme auteur de poésie, notamment pour sa première collection de poèmes de 1893, Digte, il est généralement crédité comme l'un des premiers exemples du modernisme en littérature norvégienne. Malgré une production seulement d'une poignée d'œuvres au cours de sa courte durée de vie, il est considéré comme l'une des figures les plus importantes de la littérature norvégienne de la fin du XIXe siècle.
Fortement influencé par le poète français Charles Baudelaire, ses écrits ont souvent été considérés comme l'équivalent littéraire des peintures d'Edvard Munch; en effet, les deux étaient amis. Obstfelder était une source d'inspiration pour le travail de Rainer Maria Rilke Les Cahiers de Malte Laurids Brigge.
Bien que plus connu pour ses poèmes, Obstfelder a également écrit et publié de la prose. Ses premières publiées ont été deux histoires courtes, en 1895. L'année suivante, il publie son roman Croix. En 1897, il a publié une pièce de théâtre, The Red Drabe, qui a été inscrit au Théâtre National en 1902.
Plusieurs de ses œuvres ont été publiées à titre posthume, y compris le journal de l'inachevé Un Praest (1900). Les journaux de son séjour aux États-Unis ont également été publiés. En 2000, à l'occasion du 100e anniversaire de sa mort, une collection de ses œuvres a été publié.

## Œuvres
- Digte (Poèmes), 1893
- To novelletter, 1895
- Korset (La croix, nouvelle), 1896
- De røde dråber (pièce de théâtre), 1897
- En præsts dagbog (nouvelle), posthume, 1900
- Efterladte arbeider, 1903
- Samlede skrifter I-III, 1950
- The Rose